# Hanuš Burger
Hanuš Burger, auch bekannt als Hans (Herbert) Burger und Jan Burger sowie unter dem Pseudonym Hans Herbert und dem  Decknamen Petr Hradec, (* 4. Juni 1909 in Prag (Österreich-Ungarn); † 13. November 1990 in München) war ein Theater-, Film- und Fernseh-Regisseur, Dramaturg und Autor von Theaterstücken, Büchern und Drehbüchern.

## Leben
Burger zog in den 1920er Jahren in die Weimarer Republik. Nachdem er zwischen 1931 und 1932 in Hamburg als Regieassistent, Dramaturg und Bühnenbildner gearbeitet und dem Kollektiv der Hamburger Schauspieler angehört hatte, kehrte er 1932 wegen der politischen Lage im Dritten Reich in die Tschechoslowakei zurück.
Dort arbeitete er bis ins Jahr 1936 als Regisseur, Dramaturg und Bühnenbildner im Neuen Deutschen Theater Prag, das zu dieser Zeit von Paul Eger geführt wurde. Dort inszenierte er u. a. das Stück Bessie Bosch, welches von Johannes Wüsten geschrieben worden war. Die beiden Hauptrollen wurden mit Fritta Brod und Erich Freund besetzt. Während seiner Tätigkeit für die Prager Urania wurde er auch gelegentlich von der Kommunistischen Partei der Tschechoslowakei  als Kurier eingesetzt. Nachdem er erst nach Österreich gegangen und anschließend in die Tschechoslowakei zurückgekehrt war, beauftragte ihn der US-amerikanische Journalist Herbert Kline damit, einen Dokumentarfilm über die Lage in den Sudetengebieten nach der deutschen Besetzung zu drehen. Das Ergebnis dieses Auftrags war der Film Crisis.
Gegen Ende des Jahres 1938 flüchtete Burger aus der Tschechoslowakei. Er kam über Frankreich in die USA, wo er in New York an der Theaterschule von Lee Strasberg lehrte und weitere Dokumentationen drehte. 1941 folgte der Eintritt in die Streitkräfte der USA, wo er später Mitglied einer Abteilung innerhalb der Stabsgruppe für Propaganda und Psychologische Kriegführung (P&PW Detachment) der 12. Armeegruppe wurde, die deutsche Zeitungen herausgeben sollte. Diese Abteilung wurde ab Herbst 1944 von Hans Habe geleitet. Bei Radio Luxemburg war Burger später als Regisseur hauptverantwortlich für den Sender 1212, welcher ebenfalls 1944 den Betrieb aufgenommen hatte. Dabei handelte es sich um einen US-amerikanischen Propagandasender, der zur Operation Annie gehörte. 
Anschließend drehte er einen Film, der von deutschen Konzentrationslagern handelte und Die Todesmühlen hieß, bevor er später in New York City zum Dokumentarfilmprogrammgestalter bei den Vereinten Nationen wurde.
Nun wurde er zuerst in den USA innerhalb des Ausschusses zur Bekämpfung von „unamerikanischen Umtrieben“ überprüft, kehrte nach Prag zurück und wurde dort wegen seiner Auswanderung Zielscheibe der stalinistischen Säuberungen und der Folgen des Prager Frühlings. Er wurde zum Oberspielleiter des Prager Kinderfernsehens berufen. Nachdem er 1968 das Manifest der 2000 Worte unterzeichnet hatte, floh er im selben Jahr erneut in den Westen, diesmal nach München. Durch das Verlassen des Ostblocks wurde er zur „Unperson“ für die KPČ. In München fuhr er mit seiner Arbeit für Film und Fernsehen fort.

## Werke

### Theater
- Unser Schaden am Bein, Zeitkritische Revue in drei Teilen. Nach einem Stück von J. M. Prigge, Regie: Hans Burger, Kollektiv Hamburger Schauspieler, Gastspiel in der Volksoper Hamburg, Mai 1932
- Tom Sawyers grosses Abenteuer. Eine Hörspielbearbeitung von Burger und Heym, unter der Regie von Heiner Möbius, wurde 1962 aufgenommen, alle Rechte der Rundfunksendung und der öffentlichen Vorführung liegen beim henschel Schauspiel Theaterverlag Berlin.

- 1954: Hanuš Burger mit Stefan Heym nach Mark Twain: Tom Sawyers großes Abenteuer – Regie: Josef Stauder (Theater der Freundschaft)
- 1962: Hanuš Burger mit Stefan Heym: Tom Sawyers großes Abenteuer – Regie: Hanuš Burger (Theater der Freundschaft)
- 1964: Hanuš Burger: La Farola – Regie: Kurt Rabe (Theater der Freundschaft)
- 1965: Molière: Die Gaunerstreiche des Scapin – Regie: Hanuš Burger (Theater der Freundschaft)
- 1966: Heinz Kahlau: Das Märchen von der Straßenbahn Therese – Regie: Hanuš Burger (Theater der Freundschaft)

### Bücher
- Der Frühling war es wert. Autobiographie, C.Bertelsmann Verlag, München 1977
- 1212 Sendet. Tatsachenroman. Deutscher Militärverlag, Berlin 1965

## Filmografie (Auswahl)
- 1933: Der Adjutant seiner Hoheit, Tschechoslowakei, Drehbuch, Spielfilm
- 1938: Krise (Crisis), USA, (Regie: Herbert Kline), Co-Regie zusammen mit Alexander Hackenschmied, Dokumentarfilm
- 1939: Boogie, Woogie dream, USA, Regie, Drehbuch, Dokumentarfilm
- 1940: Portrait of a library, USA, Regie, Drehbuch, Dokumentarfilm
- 1942: It happened here, Regie, Drehbuch, Dokumentarfilm
- 1942: Education for tomorrow, USA, Regie, Drehbuch, Dokumentarfilm
- 1944: Kill or be killed, USA, Regie, Trainingsfilm der US-Army
- 1946: Die Todesmühlen (Death mills), D-US Zone, Regie, Dokumentarfilm
- 1947: Clearing the way,  USA, Regie, Drehbuch, Dokumentarfilm
- 1947: First Steps, Kanada, Regie, Dokumentarfilm, Oscar 1948
- 1948: Wissen ist Macht (Saber es poder), Mexiko, Drehbuch, Co-Regie, Dokumentarfilm
- 1951: Die Wirtschaftsgenossen aus P., ČSR, Regie, Drehbuch, Vorlage, Dokumentarfilm
- 1952: Ein Tag im Kindergarten, ČSR, Regie, Drehbuch, Dokumentarfilm
- 1953: Das Lied von der Straße, ČSR, Regie, Vorlage, Drehbuch, Kommentar (?), Dokumentarfilm
- 1954: Ein Sonntagsrendevous, ČSR, Regie, Drehbuch, Vorlage, Dokumentarfilm
- 1955: Der Ausgangspunkt (Východisko), ČSR, Regie, Drehbuch, Vorlage, Spielfilm
- 1955: Der Sportler und der Arzt, ČSR, Regie, Drehbuch, Dokumentarfilm
- 1955: Der Winder (Zima), ČSR, Regie, Drehbuch, Dokumentarfilm
- 1956: Durch Spiel arbeiten (Hrou ku práci), ČSR, Regie, Drehbuch, Dokumentarfilm
- 1956: Achtung, ich fahre (Pozor, jedu...!), ČSR, Regie
- 1957: Die Clique verrät nicht? / Die Bande verrät nicht? (Parta nezradí...?), ČSR, Regie, Drehbuch, Vorlage, Spielfilm
- 1959: Das Vertrauen, ČSR, Regie, Drehbuch, Vorlage
- 1961: Das Eismeer ruft, ČSSR, Regie, Drehbuch, technisches Drehbuch
- 1965: … nichts als Sünde, DDR, Regie, Drehbuch, Vorlage: „Was ihr wollt“ von William Shakespeare
- 1976: Tatort: Fortuna III Tatort-Folge 064, BRD, Vorlage, Erstsendung: 7. Juni 1976

## Interview
- Hanuš Burger: Aber nix, der Anschluß kam, und ich mußte Wien verlassen. In: Christian Cargnelli, Michael Omasta (Hrsg.): Aufbruch ins Ungewisse. Band 1: Österreichische Filmschaffende in der Emigration vor 1945. Wespennest, Wien 1993, ISBN 3-85458-503-9, S. 189–196, (Interview am 13. Februar 1989).